# Brod luđaka
 Ovo je glavno značenje pojma Brod luđaka. Za druga značenja pogledajte Brod luđaka (razdvojba).
Za razliku od broda Argonauta, gdje svaki član posade predstavlja arhetip svake ljudske vještine, brod luđaka je suprotan. Brod luđaka predstavlja satiru broda Argonauta. Na brodu luđaka se nalaze antiarhetipovi čovječanstva. Legenda o brodu luđaka ima svoje povijesno utemeljenje u srednjovjekovnom običaju da gradovi brodovima šalju svoje luđake u druge gradove. Naime, tada nisu postojale ludnice, te gradovi naprosto nisu znali što da učine s ljudima koji se nikako ne mogu uklopiti u društvo, odnosno s luđacima, pa su stoga svoju muku prebacivali na drugoga. Otud legenda, slika Hieronymusa Boscha i pjesma The Doors-a o brodu luđaka.
O navedenoj temi je pisao Michel Foucault u svojoj knjizi "Povijest ludila u doba klasicizma". On navodi da su se luđaci često povjeravli brodarima. Primjerice gradske su vlasti brodarima u Frankfurtu ostavli u dužnost da grad oslobode jednog luđaka koji je hodao gol. Trgovci i brodari dovodili su luđake u veća trgovačka mjesta gdje bi ih «gubili» i tako su čistili svoj matični grad od luđaka ili bi ih pak vodili na hodočašće u neko sveto mjesto i tamo ih ostavljali.